# Bonte tinamoe
De bonte tinamoe (Crypturellus variegatus) is een vogel uit de familie tinamoes (Tinamidae). De wetenschappelijke naam van de soort is voor het eerst geldig gepubliceerd in 1789 door Gmelin.

## Beschrijving
De bonte tinamoe wordt ongeveer 29,5–33 cm groot. De rug is grijsbruin of zwart, met vaalgele banden. De keel is wit, de borst en buik vaalgeel. De kruin is zwart en de poten zijn groen, bruin of geel.

## Voedsel
De bonte tinamoe eet vooral vruchten van de grond of van lage struiken, maar ook bloemen, bladeren, wortels, zaden en ongewervelden.

## Voortplanting
Het mannetje paart met ongeveer vier vrouwtjes, die de eieren in een nest in het dichte struikgewas legt. Daarna broedt het mannetje de eieren uit en voedt hij de jongen op. Na 2-3 weken zijn de jongen volwassen.

## Voorkomen
De soort komt voor in het Amazoneregenwoud en het oosten van Brazilië.

## Beschermingsstatus
Op de Rode Lijst van de IUCN heeft de soort de status niet bedreigd.